# Павло (Кравчук)
Павло́ (у світі Кравч́ук Петро́ Миха́йлович; 26 вересня 1965 , Милівці, Тернопільська область ) — архієрей Православної церкви України (до 15 грудня 2018 року — Української Православної Церкви Київського Патріархату), архієпископ Тернопільський і Теребовлянський.

## Життєпис
Народився на Тернопільщині в родині священика.
З 1966 по 1973 перебував у Росії, зокрема в Сибіру, де звершував священиче служіння його батько. Пізніше проживав у селі Кобиловолоках Теребовлянського району Тернопільської області; тут також у 1983 завершив середню освіту. У 1983–1990 роках навчався у Львівському політехнічному інституті. У 1984–1986 проходив службу у Збройних силах.
У 1988 р. одружився. Дружина померла в 1996 р.
У 1991–1995 роках навчався в Тернопільській духовній семінарії.
28 квітня 1992 р. архієпископом Тернопільським і Бучацьким Василієм рукоположений на диякона, а 21 червня того ж року ним же — на священника. Від червня 1992 р. служив на парафіях у Чортківському районі на Тернопільщинізокрема настоятелем церкви Воскресіння Христового в с. Милівці.

### Єпископське служіння
У березні 2009 р. указом Святійшого Патріарха Київського і всієї Руси-України Філарета за проханням прийнятий до складу Київського Патріархату. Рішенням Священного Синоду від 12 березня 2009 року з парафій, які були прийняті на Тернопільщині з УАПЦ до складу Київського Патріархату, було утворено Тернопільську і Теребовлянську єпархію. Протоієрей Петро Кравчук був обраний єпископом Тернопільським і Теребовлянським.
19 березня 2009 р. у Свято-Михайлівському Золотоверхому монастирі м. Києва з благословення Патріарха Філарета митрополитом Переяслав-Хмельницьким Димитрієм пострижений у чернецтво з нареченням імені Павло.
28 березня 2009 року у Володимирському кафедральному соборі міста Києва було звершено чин єпископського наречення ієромонаха Павла (Кравчука).
29 березня 2009 р. у Володимирському кафедральному патріаршому соборі Києва відбулася архієрейська хіротонія ієромонаха Павла, яку звершив Патріарх Київський і всієї Руси-України Філарет у співслужінні митрополита Переяслав-Хмельницького Димитрія, архієпископа Тернопільського і Кременецького Іова, єпископа Тернопільського і Бучацького Нестора та єпископа Васильківського Євстратія.
|                                                                    | Кожен із нас, архиєреїв, дасть відповідь Господу нашому Ісусу Христу насамперед за свої чернечі обітниці, а вже потім — за єпископське служіння. Тому ми повинні усвідомлювати себе спочатку ченцями, а потім єпископами |
| — наголосив Предстоятель УПЦ КП у вітальному слові новому єпископу | |

Вручаючи єпископу Павлу архипастирський жезл:
|                       | архієреям Київського Патріархату треба бути особливо однодумними і братолюбивими. Адже Київський Патріархат ненависний для тих, хто не хоче бачити в Україні єдину Помісну Православну Церкву, хто свідомо чи несвідомо бореться проти Української держави, за «Єдіную Святую Русь». Вони дбають не про святість і єдність, а про панування над українським народом. Використовуючи святі слова, вони затьмарюють розум багатьох українців, і тим самим уловлюють у диявольські тенета розбрату не тільки православних українців, але і все українське суспільство |
| — Філарет (Денисенко) | |

.
15 грудня 2018 року разом із усіма іншими архієреями УПЦ КП взяв участь у Об'єднавчому соборі в храмі Святої Софії.
3 лютого 2024 року його було підвищено у сані до архієпископа.